# Bernardo Romeo
Bernardo Romeo (Tandil, Buenos Aires, Argentina, 10 de septiembre de 1977)
es un exfutbolista y mánager argentino. Se desempeñaba como delantero y su último equipo fue San Lorenzo. Fue internacional con la selección argentina.

## Trayectoria
Jugador nacido en Tandil, inició su carrera futbolística en las divisiones inferiores del club Gimnasia y Esgrima de esa ciudad, para luego seguir su carrera en Estudiantes de La Plata, donde debutó en el año 1995 jugando 40 partidos y marcando 7 goles.
En 1998 por un problema contractual con Estudiantes de La Plata, Romeo ficha para San Lorenzo donde debuta, con su nueva camiseta, en el mismo año frente a Gimnasia donde San Lorenzo cae por 3 a 2. En el Ciclón logra el Torneo Clausura 2001 donde además obtiene el título de goleador del torneo con 15 goles en 17 partidos.
Durante el segundo semestre del año 2001, se consagra goleador de la Copa Mercosur (10 goles), ayudando a que el club argentino conquiste la última edición de ese torneo.
A fines del 2001, es vendido al Hamburgo SV en 5 millones de dólares; en una actitud de decencia y seriedad destacable, ya que luego de vencido el contrato que lo unía con San Lorenzo y le permitía quedar con el pase en su poder, renunció a ello permitiendo que el dinero de su pase quedara en las arcas del club, gesto que siempre fue destacado por toda la afición «cuerva» y que lo pinta como persona. En el club alemán marca 35 goles en 77 partidos. Es cedido en el 2004 al Mallorca. En el 2005 se desvincula del Hamburgo SV y es comprado por Osasuna en donde permanece tan sólo una temporada, logrando una opaca campaña (48 partidos, 8 goles). 
En el 2007 rescinde su contrato para volver a San Lorenzo, por 600 mil dólares, club donde es considerado ídolo. Debido a problemas de lesiones, su segundo paso por San Lorenzo no ha sido tan bueno como el primero, marcando 19 goles en 69 partidos. En 2010, con el regreso de Ramón Díaz, Romeo es apartado del equipo por expreso pedido del DT. Los hinchas del club trataron de conseguir la renovación, pero la dirigencia aceptó el pedido del DT, dejando libre a Romeo. 
Tras una temporada en Quilmes (donde convirtió 4 goles), el delantero regresa a San Lorenzo ya con Omar Asad como técnico. En la tercera fecha del Torneo Apertura 2011 convierte su gol número 98 con la camiseta del club de Boedo. En mayo de 2012 vuelve a convertir en un partido de los octavos de final de la Copa Argentina, frente a Barracas Central llegando así a los 99 goles cuervos. Quedó en la historia de San Lorenzo al ser el noveno goleador histórico del club del barrio de Boedo.
En julio y tras formar parte del plantel que se salvó del descenso cortó su vínculo como jugador del club. El 12 de octubre de 2012 asumió como mánager en San Lorenzo, poniendo fin a su carrera como futbolista profesional.

## Clubes

### Como jugador
| Club                    | País      | Año         |
| ----------------------- | --------- | ----------- |
| Estudiantes de La Plata | Argentina | 1995 - 1998 |
| San Lorenzo             | Argentina | 1998 - 2001 |
| Hamburgo SV             | Alemania  | 2002 - 2004 |
| Mallorca                | España    | 2005        |
| Osasuna                 | España    | 2005 - 2007 |
| San Lorenzo             | Argentina | 2007 - 2010 |
| Quilmes                 | Argentina | 2010 - 2011 |
| San Lorenzo             | Argentina | 2011 - 2012 |

### Como mánager
| Club                  | País      | Año         |
| --------------------- | --------- | ----------- |
| San Lorenzo           | Argentina | 2012 - 2017 |
| Selecciones juveniles | Argentina | 2020 - act. |

## Selección nacional
Formó parte de la Selección de fútbol sub-20 de Argentina comandada por José Pekerman, disputando el Campeonato Sudamericano Sub-20 en Chile (marcó 4 goles) y el Mundial de la categoría del año 1997 en Malasia.

### Selecciones juveniles
| Competición                         | Sede    | Resultado | Partidos | Goles |
| ----------------------------------- | ------- | --------- | -------- | ----- |
| Sudamericano Sub-20 de 1997         | Chile   | Campeón   | 9        | 4     |
| Copa Mundial Sub-20 de 1997         | Malasia | Campeón   | 7        | 6     |
| Torneo Esperanzas de Toulon de 1998 | Francia | Campeón   | 3        | 0     |

### Selección absoluta
| Selección | Año         | Partidos | Goles |
| --------- | ----------- | -------- | ----- |
| Argentina | 2000 - 2003 | 4        | 1     |

## Estadísticas

### En clubes
| Estudiantes LP Argentina | 1.ª                 |                     |     |     |    |   |    |    |     |     |      |
| Estudiantes LP Argentina | 1.ª                 | 1995-96             | 9   | 0   | —  | — | 1  | 0  | 10  | 0   | 0,00 |
| Estudiantes LP Argentina | 1.ª                 | 1996-97             | 19  | 3   | —  | — | 1  | 0  | 20  | 3   | 0.15 |
| Estudiantes LP Argentina | 1.ª                 | 1997-98             | 12  | 1   | —  | — | 1  | 0  | 13  | 1   | 0.08 |
| Estudiantes LP Argentina | Total club          | Total club          | 40  | 4   | 0  | 0 | 3  | 0  | 43  | 4   | 0.09 |
| San Lorenzo Argentina | 1.ª                 |                     |     |     |    |   |    |    |     |     |      |
| San Lorenzo Argentina | 1.ª                 | 1998-99             | 22  | 16  | —  | — | —  | —  | 22  | 16  | 0.73 |
| San Lorenzo Argentina | 1.ª                 | 1999-00             | 30  | 16  | —  | — | 14 | 5  | 44  | 21  | 0.48 |
| San Lorenzo Argentina | 1.ª                 | 2000-01             | 33  | 26  | —  | — | 8  | 3  | 41  | 29  | 0.71 |
| San Lorenzo Argentina | 1.ª                 | 2001                | 12  | 2   | —  | — | 10 | 10 | 22  | 12  | 0.55 |
| San Lorenzo Argentina | Total 1.ª etapa     | Total 1.ª etapa     | 97  | 60  | 0  | 0 | 32 | 18 | 129 | 78  | 0.6  |
| Hamburgo SV · Alemania | 1.ª                 |                     |     |     |    |   |    |    |     |     |      |
| Hamburgo SV · Alemania | 1.ª                 | 2002                | 16  | 8   | —  | — | —  | —  | 16  | 8   | 0.50 |
| Hamburgo SV · Alemania | 1.ª                 | 2002-03             | 26  | 14  | 5  | 4 | —  | —  | 31  | 18  | 0.58 |
| Hamburgo SV · Alemania | 1.ª                 | 2003-04             | 29  | 11  | 1  | 1 | 1  | 1  | 31  | 13  | 0.42 |
| Hamburgo SV · Alemania | 1.ª                 | 2004-05             | 6   | 2   | —  | — | 4  | 4  | 10  | 6   | 0.60 |
| Hamburgo SV · Alemania | Total club          | Total club          | 77  | 35  | 6  | 5 | 5  | 5  | 88  | 45  | 0.51 |
| RCD Mallorca · España | 1.ª                 | 2005                | 10  | 2   | —  | — | —  | —  | 10  | 2   | 0.20 |
| CA Osasuna · España | 1.ª                 |                     |     |     |    |   |    |    |     |     |      |
| CA Osasuna · España | 1.ª                 | 2005-06             | 24  | 4   | 1  | 1 | 2  | 0  | 27  | 5   | 0.19 |
| CA Osasuna · España | 1.ª                 | 2006-07             | 8   | 0   | 5  | 2 | 8  | 1  | 21  | 3   | 0.14 |
| CA Osasuna · España | Total club          | Total club          | 32  | 4   | 6  | 3 | 10 | 1  | 48  | 8   | 0.17 |
| San Lorenzo Argentina | 1.ª                 |                     |     |     |    |   |    |    |     |     |      |
| San Lorenzo Argentina | 1.ª                 | 2007-08             | 26  | 8   | —  | — | 9  | 1  | 35  | 9   | 0.26 |
| San Lorenzo Argentina | 1.ª                 | 2008-09             | 8   | 2   | —  | — | 2  | 0  | 10  | 2   | 0.20 |
| San Lorenzo Argentina | 1.ª                 | 2009-10             | 24  | 6   | —  | — | 3  | 2  | 27  | 8   | 0.30 |
| Quilmes AC Argentina | 1.ª                 | 2010-11             | 16  | 4   | —  | — | —  | —  | 16  | 4   | 0,25 |
| San Lorenzo Argentina | 1.ª                 | 2011-12             | 14  | 1   | 3  | 1 | —  | —  | 17  | 2   | 0.12 |
| San Lorenzo Argentina | Total 2.ª etapa     | Total 2.ª etapa     | 72  | 17  | 3  | 1 | 14 | 3  | 89  | 21  | 0.24 |
| San Lorenzo Argentina | Total club          | Total club          | 169 | 77  | 3  | 1 | 46 | 21 | 218 | 99  | 0.45 |
| Total en su carrera | Total en su carrera | Total en su carrera | 344 | 126 | 15 | 9 | 64 | 27 | 423 | 162 | 0.38 |
| (1) Las copas nacionales se refiere a la Copa de Alemania, Copa de la Liga de Alemania, Copa del Rey y Copa Argentina. (2) Las copas internacionales se refiere a la Champions League, Europa League, Intertoto de la UEFA, Copa Libertadores , Copa Sudamericana, Copa Mercosur y Supercopa Sudamericana. (3) Media de goles por encuentro. No incluye goles en partidos amistosos. |                     |                     |     |     |    |   |    |    |     |     |      |

### En selección
| Selección          | Temporada     | Amistosos | Amistosos | Sudamérica | Sudamérica | Mundial | Mundial | Total | Total | Media goleadora |
| Selección          | Temporada     | Part.     | Goles     | Part.      | Goles      | Part.   | Goles   | Part. | Goles | Media goleadora |
| ------------------ | ------------- | --------- | --------- | ---------- | ---------- | ------- | ------- | ----- | ----- | --------------- |
| Sub-20 Argentina   | 1997          | —         | —         | 9          | 4          | 7       | 6       | 16    | 10    | 0.63            |
| Sub-20 Argentina   | 1998          | 3         | 0         | —          | —          | —       | —       | 3     | 0     | 0,00            |
| Sub-20 Argentina   | Total         | 3         | 0         | 9          | 4          | 7       | 6       | 19    | 10    | 0.53            |
| Sub-23 Argentina   | 2000          | —         | —         | 7          | 2          | —       | —       | 7     | 2     | 0.29            |
| Sub-23 Argentina   | Total         | 0         | 0         | 7          | 2          | 0       | 0       | 7     | 2     | 0.29            |
| Absoluta Argentina | 2000          | 1         | 0         | —          | —          | —       | —       | 1     | 0     | 0,00            |
| Absoluta Argentina | 2001          | —         | —         | 1          | 0          | —       | —       | 1     | 0     | 0,00            |
| Absoluta Argentina | 2002          | —         | —         | —          | —          | —       | —       | 0     | 0     | 0,00            |
| Absoluta Argentina | 2003          | 2         | 1         | —          | —          | —       | —       | 2     | 1     | 0,50            |
| Absoluta Argentina | Total         | 3         | 1         | 1          | 0          | 0       | 0       | 4     | 1     | 0,25            |
| Total carrera      | Total carrera | 6         | 1         | 17         | 6          | 7       | 6       | 30    | 13    | 0,43            |

### Resumen estadístico
| Competencia                      | Detalle | Detalle | Detalle         |
| Competencia                      | Part.   | Goles   | Media goleadora |
| -------------------------------- | ------- | ------- | --------------- |
| Sudamericano Sub-20              | 9       | 4       | 0.44            |
| Mundial Sub-20                   | 7       | 6       | 0.86            |
| Torneo Esperanzas de Toulon      | 3       | 0       | 0.00            |
| Preolímpico Sub-23               | 7       | 2       | 0.29            |
| Eliminatorias                    | 1       | 0       | 0.00            |
| Amistosos                        | 3       | 1       | 0.33            |
| Total en selección               | 30      | 13      | 0.43            |
| Primera División                 | 225     | 85      | 0.38            |
| 1. Bundesliga                    | 77      | 35      | 0.45            |
| Primera División                 | 42      | 6       | 0.14            |
| Total en primera división        | 344     | 126     | 0.37            |
| Copa de la Liga de Alemania      | 2       | 2       | 1.00            |
| Copa de Alemania                 | 4       | 3       | 0.75            |
| Copa del Rey                     | 6       | 3       | 0.50            |
| Copa Argentina                   | 3       | 1       | 0.33            |
| Total en copas nacionales        | 15      | 9       | 0.60            |
| Copa Libertadores                | 15      | 2       | 0.13            |
| Supercopa Sudamericana           | 3       | 0       | 0.00            |
| Copa Mercosur                    | 24      | 17      | 0.71            |
| Copa Sudamericana                | 7       | 2       | 0.29            |
| UEFA Champions League            | 1       | 0       | 0.00            |
| Copa de la UEFA                  | 8       | 2       | 0.25            |
| Intertoto de la UEFA             | 6       | 4       | 0.67            |
| Total en torneos internacionales | 64      | 27      | 0.42            |
|                                  |         |         |                 |
| Total en su carrera              | 453     | 175     | 0.39            |

## Palmarés

### Como jugador

#### Campeonatos nacionales
| Título                      | Club        | Sede         | Año    |
| --------------------------- | ----------- | ------------ | ------ |
| Primera División            | San Lorenzo | Buenos Aires | C-2001 |
| Copa de la Liga de Alemania | Hamburgo SV | Maguncia     | 2003   |

#### Campeonatos internacionales
| Título              | Club             | Sede         | Año  |
| ------------------- | ---------------- | ------------ | ---- |
| Sudamericano Sub-20 | Argentina sub-20 | La Serena    | 1997 |
| Copa Mundial Sub-20 | Argentina sub-20 | Shah Alam    | 1997 |
| Copa Mercosur       | San Lorenzo      | Buenos Aires | 2001 |

#### Distinciones individuales
| Distinción                                                                                   | Año    |
| -------------------------------------------------------------------------------------------- | ------ |
| Goleador de la Primera División (15 goles)                                                   | C-2001 |
| Goleador de la Copa Mercosur (10 goles)                                                      | 2001   |
| Goleador de la Copa de la Liga de Alemania (2 goles, empatado con Koller, Ballack y Amoroso) | 2003   |

### Como mánager

#### Campeonatos nacionales
| Título              | Club                   | País      | Año    |
| ------------------- | ---------------------- | --------- | ------ |
| Primera División    | San Lorenzo de Almagro | Argentina | I-2013 |
| Supercopa Argentina | San Lorenzo de Almagro | Argentina | 2015   |

#### Campeonatos internacionales
| Título            | Club                   | Sede         | Año  |
| ----------------- | ---------------------- | ------------ | ---- |
| Copa Libertadores | San Lorenzo de Almagro | Buenos Aires | 2014 |